# 土山站
土山站（日语：／ Tsuchiyama eki */?）是位於兵庫縣加古郡播磨町野添，西日本旅客鐵道（JR西日本）山陽本線（JR神戶線）的車站。車站編號為JR-A77。

## 歷史

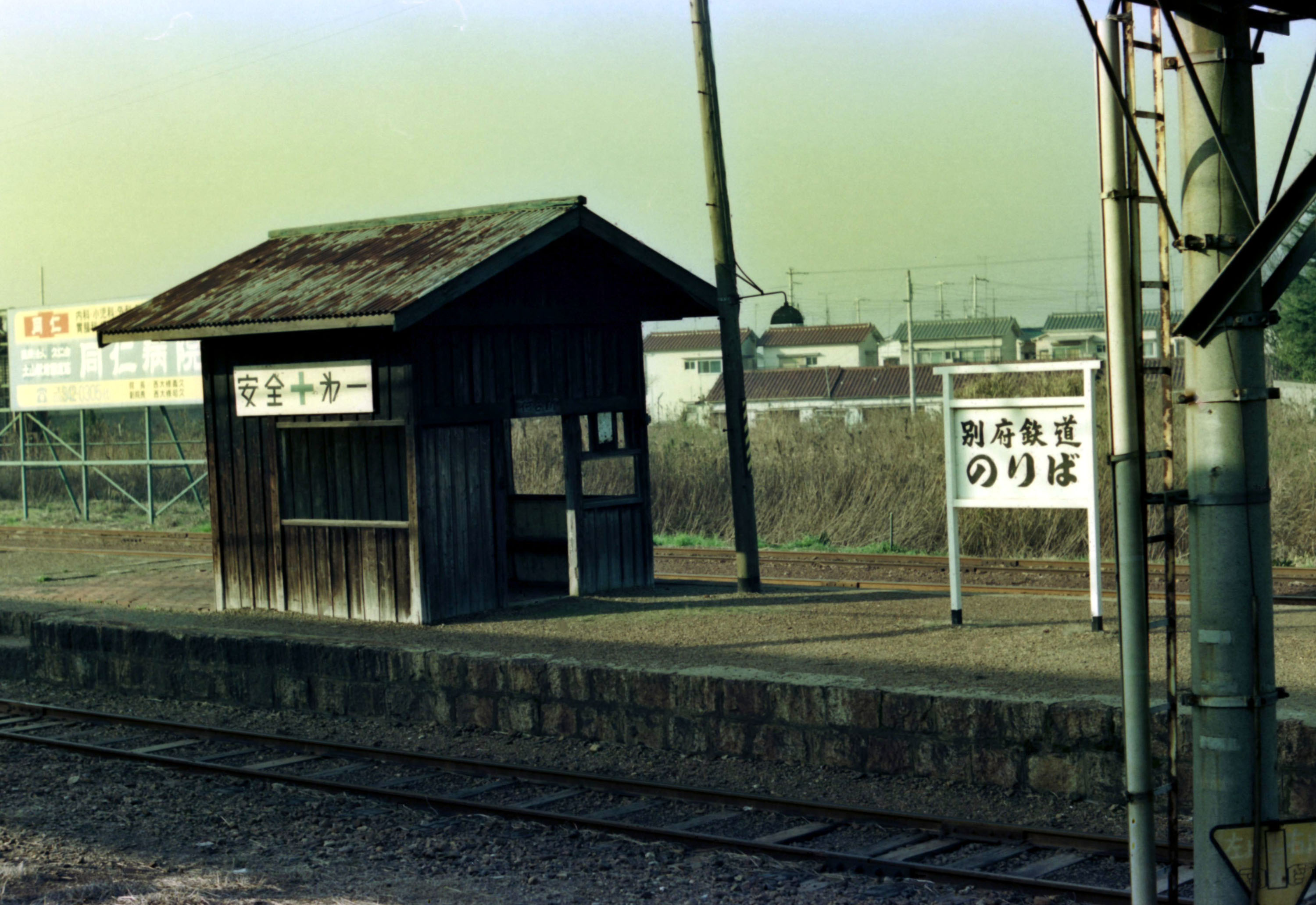
曾經存在的別府鐵道土山站月台(1981年)

- 1888年（明治21年）12月23日 - 山陽鐵道明石站至姬路站之間開通，此站啟用。為旅客、貨運車站。
- 1906年（明治39年）12月1日 - 山陽鐵道國有化（日语：鉄道国有法），成為官設鐵道車站。
- 1909年（明治42年）10月12日 - 制定路線名稱。成為山陽本線車站。
- 1923年（大正12年）3月18日 - 別府鐵道土山線（日语：別府鉄道土山線）啟用並駛入此站。
- 1980年（昭和55年）6月1日 - 終止貨物起卸服務。在車站的東邊，有一個用作供棚車貨物裝卸的月台。
- 1984年（昭和59年）2月1日 - 別府鐵道土山線廢止。回復至國鐵單獨車站。
- 1987年（昭和62年）4月1日 - 伴隨國鐵分割民營化，車站由西日本旅客鐵道（JR西日本）營運。
- 1988年（昭和63年）3月13日 - 制定路線別名「JR神戶線」。
- 1995年（平成7年）
  - 1月17日 - 發生阪神大地震，此站暫停營業。
  - 1月18日 - 西明石站至姬路站之間重開，此站重新營業。
- 1997年（平成9年）2月16日 - 引入JR神戶線標準進站音樂「細波」。
- 2003年（平成15年）
  - 11月1日 - 此站可以使用IC卡ICOCA[2]。
  - 12月12日 - 跨站式站房開始使用。月台提高高度工程完成
- 2006年（平成18年）10月1日 - 引入JR京都・神戶線運行管理系統（日语：アーバンネットワーク運行管理システム#JR京都・神戸線システム）。
- 2007年（平成19年）3月18日 - 更新車站自動廣播（日语：駅自動放送）。
- 2015年（平成27年）3月12日 - 進站警告聲停止使用，進站音樂改為JR神戶線標準「細波」音質變更版[3]。
- 2018年（平成30年）3月17日 - 引入車站編號並開始使用[4]。

## 車站構造
車站是一座設有跨站式站房的地面車站，設有1面1線的單式月台和1面2線的島式月台，合共2面3線的混合式月台，設有中線。月台東邊是位於明石市。停站列車主要使用1號（上行）和3號（下行）月台，2號月台是上下行線共用的中線月台。車站東北方設有2條供維護路軌車輛停泊的留置線。
曾經在南邊設有別府鐵道月台，連同別府鐵道，此站曾經設有3面5線的大型車站。另外，在車站月台南方設有供貨運用的2條留置線，均可連接山陽本線路軌。
此站位於都市網絡範圍內。此站可使用ICOCA與互相使用的IC卡。此站為直營車站，由加古川站管理，此站設有綠色窗口。

### 月台
| 月台 | 路線     | 方向 | 目的地           | 備註            |
| ---- | -------- | ---- | ---------------- | --------------- |
| 1    | JR神戶線 | 上行 | 三之宮、大阪方向 | 部分使用2號月台 |
| 2・3 | JR神戶線 | 下行 | 加古川、姬路方向 |                 |

- 以上的路線名是使用旅客資訊上的名稱（別名、愛稱）。

2號月台於平日會有列車使用，以等待新快速、特急通過。在星期六及假日早上設有1班列車使用2號月台（不是列車待避）。該月台在緊急時也可當作折返之用。當發生事故使時間表混亂時，會以此作為臨時終點站。
在2號月台停站中的列車，車門會變為手動式控制，需按下車身或車內按鈕以開關車門。
2、3號月台是由於島式月台，在2、3號月台會標示為往姬路方向的月台。

## 時間表
除了清晨與臨近尾班車時段後，每小時設有4班或以上列車。在早上時段會較多班次。另外，也設有前往三之宮、大阪方向的普通列車（各站停車）班次。

## 使用狀況
根據《兵庫縣統計書》，在2018年（平成30年）度1日平均乘車人次為14,329人。
此站位於播磨町和明石市邊界。除了以上兩地區的乘客使用此站外，鄰接的加古川市和稻美町的地區也會使用此站。
以下為車站近年1日平均上車人次：
| 年度   | 1日平均 上車人次 |
| ------ | ---------------- |
| 1999年 | 13,908           |
| 2000年 | 13,697           |
| 2001年 | 13,415           |
| 2002年 | 13,158           |
| 2003年 | 13,122           |
| 2004年 | 13,285           |
| 2005年 | 13,598           |
| 2006年 | 13,829           |
| 2007年 | 13,910           |
| 2008年 | 14,034           |
| 2009年 | 13,776           |
| 2010年 | 13,879           |
| 2011年 | 14,052           |
| 2012年 | 14,302           |
| 2013年 | 14,481           |
| 2014年 | 14,083           |
| 2015年 | 14,418           |
| 2016年 | 14,449           |
| 2017年 | 14,481           |
| 2018年 | 14,329           |

## 車站周邊
- 車站東北邊鄰接當地的商店街。
- 圓滿寺（日语：圓満寺）（步行10分鐘）
- 兵庫縣立考古博物館（日语：兵庫県立考古博物館）（步行15分鐘）
- 播磨大中古代之村（日语：播磨大中古代の村）（步行15分鐘）
- 播磨町鄉土資料館（日语：播磨町郷土資料館）（步行15分鐘）
- 播磨醫院
- AEON土山店
- 加古川市立平岡東小學（日语：加古川市立平岡東小学校）
- Maruai（日语：マルアイ (食品スーパー)）土山店、播磨店
- 明石市立二見北小學（日语：明石市立二見北小学校）
- 明石市立二見北幼稚園（日语：明石市立二見北幼稚園）
- 二見北小学校區社區中心（日语：二見北小学校区コミュニティーセンター）
- 播磨町立蓮池小學（日语：播磨町立蓮池小学校）

在站前商店街與國道2號的路口附近為明石市、加古川市與播磨町的邊界。

## 巴士路線

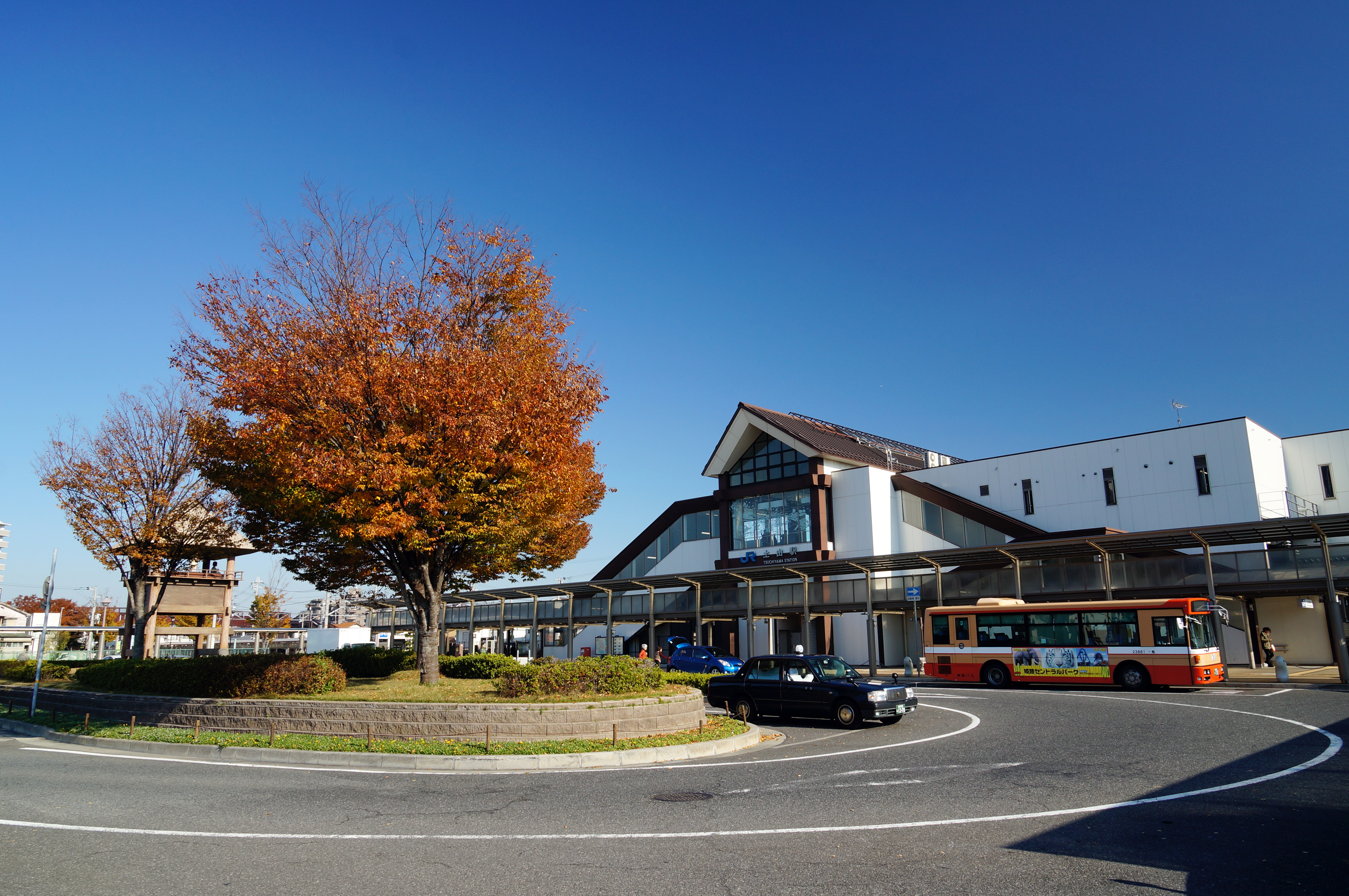
站前（南出口）迴旋路

- 除了特別註明，所有路線均由神姬巴士（日语：神姫バス）營運。
- 曾經在國道土山巴士站（距離車站較遠的國道沿線上）中設有前往加古川站的巴士路線，該路線在2017年9月30日廢止。現時只有路線前往明石站之間。

### 土山站（北出口）
1系統 經福里、國道大久保、西明石站，前往明石站
3系統 經六分一山、相之山、百丁場，前往母里
2系統 經六分一山、稻美中央公園，前往上新田北口

### 土山站南出口（播磨町一邊）
31、33、34系統 經播磨町站、別府站，前往東加古川站、加古川醫療中心
32系統 經野添東、本莊東，前往新島中央公園
13系統 經西野添1丁目、東加古川，前往加古川站

### 土山站南出口（明石市一邊）
70系統 經明石西高校前、西二見站、南二見21番，前往東新島方向（山陽巴士）
71系統 經二見北郵局前、東二見、西二見站，前往南二見（山陽巴士）
72系統 經明石西高校前、西二見站，前往南二見21番（山陽巴士）
明石市Taco巴士 (16)二見路線（右回） 岡之下、福里中、中之又、二見市民中心、山陽東二見站、山陽西二見站方向（山陽巴士）
明石市Taco巴士 (17)二見路線（左回） 經岡之下、山中南、山陽西二見站、城之上西、二見市民中心，山陽東二見站方向（山陽巴士）
明石市Taco巴士迷你 (14)清水西路線 經仁十醫院、瀨戶川橋，清水西口方向（發光的士）

## 相鄰車站
西日本旅客鐵道
 JR神戶線（山陽本線）
■新快速
通過
■普通（包括在高槻站至西明石站之間為快速列車的班次）
魚住（JR-A76）－土山（JR-A77）－東加古川（JR-A78）

### 曾經存在的路線
別府鐵道
土山線
中野－（川崎車輛工場前號誌站）－土山
在明治時期，曾經構思建設連接土山與京都府舞鶴市的土鶴鐵道。

## 外部連結
- 土山｜車站資訊：JR出門網 - 西日本旅客鐵道